# Коммунистическая партия Беларуси
Коммунисти́ческая па́ртия Белару́си (аббревиатура — КПБ, бел. Камуністычная партыя Беларусі) — левая провластная политическая партия в Республике Беларусь.
Образовалась в 1996 году в результате раскола в Партии коммунистов Белорусской, связанного с существованием внутри ПКБ разных взглядов на проводимую президентом страны политику.
КПБ поддерживает политику Александра Григорьевича Лукашенко и является самой крупной коммунистической организацией в республике.
Первым секретарем Центрального комитета партии с октября 2012 года по декабрь 2016 года являлся Игорь Васильевич Карпенко, сменивший Татьяну Голубеву. Игорь Карпенко не мог участвовать в президентских выборах, так как не является уроженцем Беларуси. С 2017 по 2024 год первым секретарем ЦК партии являлся Алексей Николаевич Сокол. На данный момент первым секретарем ЦК партии является Сергей Александрович Сыранков
Высшим органом КПБ является съезд партии. Руководящим органом КПБ является Центральный Комитет КПБ, который работает в период между Съездами КПБ. Очередной Съезд партии созывается ЦК КПБ по мере необходимости, но не реже одного раза в четыре года.

## История
В феврале 1993 года Верховный Совет Белоруссии отменил решение о приостановлении деятельности КПБ. Это решение привело к тому, что в результате консультаций между руководством Партии коммунистов Белорусской и представителями КПБ было принято решение о вхождении последней в ПКБ и передаче ею всех прав и полномочий политического, юридического и имущественного правоприемствования Коммунистической партии Белоруссии. Фактическое объединение двух структур произошло на II съезде Партии коммунистов Белорусской в мае 1993 года. На начало 1997 года партия состояла из 7 000 членов.
2 ноября 1996 года прошёл XXXIII съезд КПБ. Присутствовали 400 делегатов от 1160 членов партии, которые выступили инициаторами утверждения КПБ как самостоятельной партии. Принятая съездом резолюция отменяла решение XXXII съезда КПБ о вхождении КПБ в состав ПКБ и объявляла обновлённую Коммунистическую партию Беларуси юридической и идейно-политической преемницей КПСС — КПБ. Председателем совета партии был избран Ефрем Соколов, первым секретарём ЦК — Виктор Чикин.
Важным этапом в развитии партии стала 9 Международная встреча коммунистических и рабочих партий. Организаторами встречи выступили Коммунистическая партия Беларуси и Коммунистическая партия Российской Федерации. Встреча проходила в Минске 3—5 ноября 2007 года по теме: «90 годовщина Великой Октябрьской социалистической революции. Актуальность и жизненность ее идей. Коммунисты в борьбе против империализма, за социализм». В данном мероприятии приняли участие 154 представителя 72 коммунистических и других левых партий, прибывшие в Минск из 59 стран. Среди участников Встречи были руководители партий, секретари и члены центральных комитетов, представители международных отделов, депутаты национальных парламентов, видные ученые, государственные и общественные деятели, 24 партии имеют своих представителей в Национальных парламентах, свыше 30 делегаций возглавляли первые руководители (председатели, генеральные секретари). Ряд партий не смогли присутствовать в Минске и прислали свои послания. Во встрече также принимали участие некоторые партии, которые не входили в общий список и присутствовали в качестве наблюдателей. Такими являлись Партия труда Мексики, Коммунистическая партия Приднестровья, Коммунистическая партия Литвы. Встреча способствовала обмену мнениями и информацией по ключевым проблемам современного международного коммунистического и рабочего движения. Участники встречи в своих выступлениях дали оценку современной социально-политической обстановки в мире и конкретных странах, подчеркнув необходимость дальнейшей координации действий. Участники встречи решительно выступили против антикоммунизма и попыток фальсификации истории. Участники встречи также ознакомились с социально-экономической и политической ситуацией в Беларуси, посетили промышленные и сельскохозяйственные предприятия. Работа Международной встречи коммунистических и рабочих партий широко освещалась средствами массовой информации.
По итогам выборов, состоявшихся 14 января 2007 года, депутатами местных Советов депутатов 25-го созыва стали 408 членов Коммунистической партии Беларуси. Из них: 7 человек — депутатами Брестского, Гомельского, Гродненского областных и Минского городского Советов депутатов, 25 человек — депутатами городских Советов в городах областного и районного подчинения, 206 — депутатами районных и 170 — депутатами поселковых и сельских Советов депутатов. Представители КПБ работают в составе Союза коммунистических партий — КПСС (СКП—КПСС).
15 декабря 2016 Игорь Карпенко был назначен на пост министра образования Республики Беларусь, в связи с чем он покинул пост первого секретаря ЦК Партии 24 декабря. Свою отставку он мотивировал большой загруженностью. ЦК просьбу руководителя удовлетворило и приняло решение созвать очередной Пленум ЦК КПБ в феврале 2017 года и рассмотреть на нем помимо текущих вопросов партийной деятельности ещё и организационно-кадровые.
Летом 2020 года КПБ призвала избирателей на предстоящих президентских выборах поддержать кандидатуру Александра Лукашенко.

## Руководители партии
| № | Первый секретарь ЦК КПБ       | Срок полномочий                |
| - | ----------------------------- | ------------------------------ |
| 1 | Виктор Валентинович Чикин     | ноябрь 1996 — ноябрь 2001      |
| 2 | Валерий Николаевич Захарченко | ноябрь 2001 — 29 июля 2004     |
| 3 | Татьяна Геннадьевна Голубева  | 4 марта 2005 — 20 октября 2012 |
| 4 | Игорь Васильевич Карпенко     | 20 октября 2012 — 14 мая 2017  |
| 5 | Алексей Николаевич Сокол      | 14 мая 2017 — 24 мая 2024      |
| 6 | Сергей Александрович Сыранков | с 25 мая 2024                  |

## Цели и идеология
Коммунистическая партия Беларуси основными целями деятельности партии ставит ориентацию общества на социалистический путь развития, основанного на принципах коллективизма; выступает за власть народа, укрепление белорусской государственности и воссоздание на добровольной основе союза народов, которые ранее входили в состав СССР, в государственной форме. В своей идеологии КПБ использует элементы панславизма, заявляя о "славяно-русской" идентичности белорусов, а также поддерживают максимальное тесное взаимное идеологическое сотрудничество с органами власти Республики Беларусь и непосредственно поддерживают политику Александра Лукашенко.
Стратегическая цель белорусских коммунистов — построение социализма.
Основными задачами КПБ являются:
- участие в политической жизни общества, содействие выявлению и выражению политической воли граждан, участие в выборах и референдумах;
- внедрение в общественное сознание коммунистической идеологии и пролетарского интернационализма.

Основная внешнеполитическая цель партии — укрепление международного статуса страны.

## Международное представительство
Центральный комитет КПБ осуществляет международные связи с иностранными коммунистическими и трудовыми партиями. Представители КПБ работают в составе Союза коммунистических партий — КПСС. В Совет СКП — КПСС, избранный XXXIV съездом, от КПБ избраны Татьяна Голубева, Игорь Карпенко и Георгий Атаманов, а председателем контрольно-ревизионной комиссии — Александр Свирид.
КПБ совместно с КПРФ организовала 9-ю Международную встречу коммунистических и рабочих партий, которая прошла в Минске 3-5 ноября 2007 г. по теме: «90-я годовщина Великой Октябрьской социалистической революции. Актуальность и жизненность её идей. Коммунисты в борьбе против империализма, за социализм».
В этом мероприятии приняли участие 154 представителя 72 коммунистических и трудовых партий, которые прибыли в Минск из 59 государств.

## Участие в выборах

### Парламентские выборы
| Выборы | Кол-во голосов | %       | Мандаты   | +/– | Зарегистрировано кандидатов |
| ------ | -------------- | ------- | --------- | --- | --------------------------- |
| 2000   |                |         | 6 из 110  | ▲ 6 | 42                          |
| 2004   | 334 383        | 5,28 %  | 8 из 110  | ▲ 2 | 10                          |
| 2008   | 229 986        | 4,27 %  | 6 из 110  | ▼ 2 | 11                          |
| 2012   | 141 095        | 2,71 %  | 3 из 110  | ▼ 3 | 21                          |
| 2016   | 380 770        | 7,31 %  | 8 из 110  | ▲ 5 | 44                          |
| 2019   | 559 537        | 10,62 % | 11 из 110 | ▲ 3 | 50                          |
| 2024   | 323 264        | 6,40 %  | 7 из 110  | ▼ 4 | 31                          |

На парламентских выборах 2016 года КПБ зарегистрировала 44 кандидата в депутаты Палаты представителей Национального собрания Беларуси, а по оставшимся 66 округам не выдвинула никого. Больше всего кандидатов от коммунистов было зарегистрировано в Минске — 17 человек, по 1 кандидату от каждого одномандатного округа города, а меньше всего − в Брестской (1 кандидат) и Гродненской (1 кандидат) областях.

### Региональные выборы
По итогам выборов, которые прошли 14 января 2007 г., депутатами местных Советов депутатов 25-го созыва стали 408 членов КПБ. Из них 7 человек стали депутатами Брестского, Гомельского, Гродненского областных и Минского городского Советов депутатов, 25 человек — депутатами городских Советов в городах районного и областного подчинения, 206 человек — депутатами районных Советов депутатов и 170 человек — депутатами поселковых и сельских советов Депутатов.
По итогам выборов, которые прошли в 2014 г., депутатами местных Советов депутатов 27-го созыва стали 206 членов КПБ. Четыре члена партии стали депутатами Минского городского Совета депутатов.
По результатам выборов в местные Советы 2018 года, депутатами местных советов стали 309 членов Коммунистической партии, из них 6 — депутатами Мингорсовета и 9 — депутатами областных Советов депутатов.

## Съезды КПБ
- XXXII съезд КПБ — Минск, 25 апреля 1993 года — совместно с Партией коммунистов Белорусской
- XXXIII съезд КПБ — Минск, 2 ноября 1996 года
- XXXIV съезд КПБ — Минск, 4—5 октября 1997 года

…
- XI (XLIII) внеочередной съезд КПБ (июль 2015 года) принял решение поддержать кандидатуру А. Г. Лукашенко на президентских выборах 11 октября 2015 г.
- XII съезд КПБ — Минск, 19 марта 2016 года
- XIII съезд КПБ — Минск, 14 сентября 2019 года